# Torbjörn Furulund
Rickard Torbjörn Furulund, född 3 april 1920 i Kungsholms församling i Stockholm, död 29 november 2005 i Hjälmseryds församling i Jönköpings län, var en svensk lantbrukare, kamrer och centerpartistisk politiker. Han var kommunstyrelseordförande i Sävsjö kommun under tiden 1977–1985.
Han var lanbrukare i Draget, Hjälmseryds församling, och från 1947 gift med Irene Johansson (1928–2010).